# Isoscelipteron glaserella
Isoscelipteron glaserella là một loài côn trùng trong họ Berothidae thuộc bộ Neuroptera. Loài này được U. Aspöck et al. miêu tả năm 1979.